# Thecophora nigrivena
Thecophora nigrivena är en tvåvingeart som beskrevs av Camras 1962. Thecophora nigrivena ingår i släktet Thecophora och familjen stekelflugor.
Artens utbredningsområde är Burundi. Inga underarter finns listade i Catalogue of Life.